# 甜心格格
《甜心格格》（英語:Ori-Princess）是一部由彭雪梅導演，由中國大陸深圳市方塊動漫畫文化發展監督製作的架空歷史題材喜劇動畫，目前共5季。於2011年10月起在中國中央電視台少兒頻道首播第1季1~38集，隨後也在其它中國省級電視台和境外頻道播映。2012年9月播放第2季39~70集。
台灣於2012年7月25日由MOMO親子台以標準國語配音版本播映第1部共52集，2013年1月2日播放第二部共52集。
香港於2016年5月22日由香港電視娛樂ViuTV以粵語配音版本開始播映第一、二季，2017年8月17日播映第三、四季。
澳門於2016年6月4日由澳視澳門台以粵語配音版本開始播映第一、二季。
該動畫獲得「2012中國電視動畫十佳收視獎」。

## 概要
《甜心格格》動畫片歷時兩年多，是中國首部長篇古裝宫廷風少女题材動畫片。該片將古代宫廷背景與現代時尚相结合，故事既富有娱樂性，又能體現出中華民族傳統的誠實、仁義、勇敢等美德。

## 故事大綱
故事述說中國某朝代（背景以清朝為主）的皇太子在一次民間出巡時，與一位女子相遇，後生有一女甜絲絲，卻逢盜賊作亂，使得皇太子與母女倆失散多年。數年後，皇太子已登基為皇帝，而在與女兒絲絲重逢後，發覺她因為在流落民間多年，早被其風氣影響，所以皇帝決定將絲絲重新教導為一個高貴的格格。但絲絲習慣了民間自由自在的生活，藉此習得了許多與眾不同的能力，也由於她的頑皮搗蛋而為嚴肅而乏味的皇宮帶來了新氣象。

## 登場角色

### 主要人物
- 甜絲絲

配音：廖琦（中國大陸）；林美秀（台灣）；黃紫嫻（第一、二季）→周文瑛（第三季起）（香港）
第一女主角，第一部第一集登場。初登場12歲。
生日 2月29日
星座:雙魚座
11集後段 13歲
父亲为古代版的皇帝也是現代版的紫殿學院校長，母亲是皇帝在民間认识的平凡女子，第三季和心柔柔兼差演員，後來與心柔柔辭去演員職務，進入城市電臺做兼職工作。
為人樂天並單純，頗具愛心及好奇心。缺點是相當貪睡、喜歡搗蛋、有時候會出餿主意、經常將雙手放在嘴邊。
有時候興奮、撒嬌和裝傻時，會變成貓臉。
擁有與动物沟通和模仿人、動植物和物品的能力。擅长運動，也会一些轻功。
有人認為她的原型是小燕子（人設）和夏紫薇（身世）。
- 心柔柔

配音：史旭杰（中國大陸）；林瑋婷（第一季）→吳貴竹（第二季）（台灣）；陳凱婷（第一、二季）→姜嘉蕾（第二季起）（香港）
風將軍(老師)唯一獨生女。初登場12歲。
生日 9月1日
星座:處女座
帶有些驕傲感和小聰明（高度驕傲時會不時撥弄瀏海），且生氣時容易咆哮。自尊心雖重但還算善良，也由於相當重視他人眼中的自己，並渴望受到肯定，同時極愛漂亮，喜歡華倫。她和絲絲是親密的好朋友，而且會互相幫忙。
受到父親心風嚴守風氣影響，也將父親視為偶像。會做衣服，第三季和甜絲絲兼差演員，後來與甜絲絲辭去演員職務，進入城市電臺做兼職工作。
- 華倫

配音：田欣偉（中國大陸）；鍾少庭（台灣）；鄧燦陽（第一部）→張振聲（第二部）（香港）
清朝外交大臣華爾茲唯一獨生子，第一季第二集登場。初登場12歲。
生日 2月14日
星座:水瓶座
文質彬彬，習慣在朋友面前擺出帥氣的姿勢，談話還不時會夾雜一些英文，口頭禪是「well」。
富有知識，英文程度不錯，且重視潮流。但因為父親擁有許多來自西方各國的物品，像水槍和滑板…等，使華倫經常不自覺的炫耀。喜歡心柔柔。
有時候煩惱或思考會垂下頭，用右手食指、中指搓揉額頭。
母親在其年幼時已去世，華倫將自己剛出生時母親用來包住自己的被子視為寶貝，第三季兼差絲絲等人的經紀人。
- 武狀元

配音：王睿祥;（中國大陸）；何志威（台灣）；鄧永健（第一部）→方榮基（第二部）（香港）
第一季第三集登場。初登場13歲。
星座:金牛座
由於從小就愛吃白米飯，所以本名為「白米飯」。
在鄉間出生並成長。每天都會鍛鍊身體。喜歡絲絲，第三季兼差演員。
口頭禪：你覺得我最近有沒有變壯了？

### 皇宮(紫殿學院)
- 皇帝（第一部）→皇尚校長（第二部）

配音：劉洋（中國大陸）；孫誠（台灣）；梁志達（第一部）→黃啟明（第二部）（香港）
初登場37歲
第三季公布本名為黃尚，憂國憂民，大事雖然精明，小事卻是糊塗，還往往聽信大臣王坤的讒言，第三季擔任紫殿學院校長。
因為曾與女兒甜絲絲失散多年，所以特別疼愛絲絲。希望絲絲能夠成為一位高貴的格格，卻常被她的頑皮和貪睡氣壞。平時絲絲則稱他為「皇阿瑪」。
常常被大臣和自己說是「日理萬機」。口頭禪是：「别擋著朕」
若煩惱會搖動茶包、翻茶杯蓋或有河豚在旁，嚴重會昏倒或口吐白沫。
歷史上清朝沒有這位皇帝，但也有人認為乾隆帝（人設）以及道光帝（以嫡長子身分繼承帝位）是他的原型。
- 王坤

配音：王天水（中國大陸）；林谷珍（台灣）；馮瀚輝（第一部）→陳冠宏（第二部）（香港）
群臣之首，經常不安好心，甚至幻想可以得到皇帝的信任，第三季擔任紫殿學院訓導主任。
討厭兒童，特別是絲絲，口語是「我最討厭的就是小孩子了」。
在不高興時會用遙控器關掉電視，第二季改用墨汁小鴨，若遇到皇帝，會將墨汁用袖子除掉，第三季至第四季變喜歡吃小黃瓜。
台灣配音版在講話時加入台灣國語口音。絲絲幫他寫春聯時，本來要寫「好」卻寫成「奸」。
對賞畫頗有研究。喜歡收集古董，是靈芝的三叔。
有人認為是和珅是他的原型。
- 神經刀

配音：孫添（中國大陸）；孫誠（台灣）；何偉誠（香港）
皇帝的近身侍衛，極為神經質，第三季擔任紫殿學院學校總監。
表面看似武功高強，但每當惹皇帝生氣或厭煩，總是會被皇帝一手推開或一腳踢開撞破屋頂。
有一對黑眼圈。由於他馬術比賽時摔壞了腦袋，才變成阿達阿達的。
神情非常緊張，一有動靜就會說：「有刺客！皇帝小心啊！」
經常太靠近皇帝，而把皇帝激怒。
本名只有一個字，就是，「刀～～～～～～～～～～」
- 肥郡主

配音：陳萃（中國大陸）；李明幸（台灣）；黃鳳英（第一部）→石梓晴（第二部）（香港）
皇帝的親妹妹，年紀較甜絲絲稍長。初登場16歲
體型肥胖，自認為很美。且還會持著自己是郡主身份，經常看不起人。
愛吃，尤其喜歡串燒鮑魚，甚至所用物品也都是鮑魚狀(例：鐵餅、抱枕...)。
台灣配音版本在講話時加入台灣國語口音和夾雜國語和台語的特徵。
最討厭的是體育課，因為每次跳箱都把跳箱壓垮。
若午餐變少，會自己加菜。秘密是體重有150斤(75公斤)
- 冬菇

配音：鄧杰（中國大陸）；傅暐霖（台灣）；楊婉潼（香港）
甜絲絲的貼身侍女，主要任務是照顧絲絲的生活起居。可是絲絲卻將她當成朋友，並沒有視為下人，第三季開始飾演黃家的女傭。
為人膽小，經常慌張。最怕老鼠、蟑螂等小蟲。
是蘑菇的青梅竹馬。而在絲絲和其朋友的幫助之下，終於在宮中和蘑菇相遇。
叫絲絲起床時，總被她說「五分鐘」
一次被誤認為得了絕症，其實只是要休假而已。
- 蘑菇

配音：孫誠（台灣）；黃龍傑（香港）
冬菇的青梅竹馬，在冬菇入宮成為宮女後，彼此失去聯絡。但在宮中和冬菇相遇後，常和冬菇見面，第三季飾演紫殿學院代理老師。
長大後成為御林軍之一，因為外型高大英俊，深受宮中的人歡迎。
在七夕夜表演時，當的角色為牛郎，總是咬著一根草。
守城門的，曾經是武狀元(白米飯)的實習生老師。
手下叫畢棟山，口頭禪是「不動如山」
- 風將軍

配音：林谷珍（台灣）；杜景煜（香港）
心柔柔的父親，也被柔柔視為偶像。
是大將軍，也是尚書房的體育老師(第三季也是)。
對皇帝忠心耿耿，並對學生非常嚴厲。
御林軍的將軍，皇宮的武臣。時常在皇宮裡耍大刀。
很疼柔柔，秘密是會看柔柔借給他的少女漫畫。
- 華爾滋

配音：何志威（台灣）
華倫的父親，是外交使節，第三季飾演華氏科技公司CEO兼紫殿學苑電腦老師。
很少留在華倫身邊，令華倫缺少父愛。
皇宮文臣，經常帶西洋的小玩意兒給皇帝或華倫。
希望華倫把他很舊的寶貝被子丟掉，但華倫卻不肯。
- 皇太后

配音：徐欣（中國大陸）；不詳→吳貴竹（台灣）；曾慶珏（第一部） →林司聰（第二部）（香港）
古靈精怪的老婆婆。像個頑童，每天都會微笑，喜歡和絲絲一起胡鬧，某些行為也和絲絲相似，第三季為紫殿學院校董。
身材矮小、眼睛也頗小。頭髮花白、滿臉皺紋。帶有整副假牙。
有嚴重重聽，有一次還把「拍賣」聽成「燒賣」。
喜歡盪鞦韆、爬樹，也希望皇帝能陪著他。
已經100多歲了，甚至連自己生日都不知道在什麼時候。
原型可能是孝聖憲皇后或孝和睿皇后。
- 蘇太傅

配音：孫誠（台灣）
尚書房的班導師。表面上像是沉悶的老糊塗，其實是關心學生並仁慈的老師，第三季飾演紫殿學院國文老師。
常常唸古文。總是對學生的頑皮行為感到好奇，有時還會參與其中。
教學遇到瓶頸時，會拿出他棍子裡的孔子肖像畫。
他與皇宮簽了50年的生約，50年的死約。
- 納蘭

配音：劉洋（中國大陸）；孫誠（台灣）；嚴鎮華（香港）
納吉的獨生子，外表看似文質彬彬，身材偏瘦，白面書生狀，卻喜歡投機取巧、欺善怕惡，且好逸惡勞。
經常持著父親是鐵帽子親王的身份，看不起別人。
與肥郡主是同桌，所以經常一起行動，行為舉止總會一唱一和。
肥郡主的小跟班，甚麼事都在一起，但從沒把對方當作朋友。
曾經在「超齡學生」中偷拿陳鐵柱的菜埔，最後被絲絲他們整慘。
體重非常瘦，就跟竹竿一樣。
是位貝勒。
- 那侍郎

王坤的副手，為人欺善怕惡，第三季飾演紫殿學院生物老師。
會與王坤一同對付絲絲，是王坤的跟班，標準應聲蟲。
非常喜歡小動物，但天生卻不受小動物歡迎。
禮部王大人的跟屁蟲，整天跟著王坤，還被他使喚。
與納蘭貝勒一樣，瘦得像竹竿。
- 蘿蔔糕

配音：孫添（中國大陸）
宮中的御廚，體型寬胖（上寬下窄），皮膚又白，就像一條白蘿蔔，第三季飾演紫殿學院食堂廚師。
是四位主角的好朋友，經常為絲絲烹煮好吃的甜點，也對自己的廚藝十足信心。
他的師父在鏟子中放入廚神秘籍，則說最好的料理是人。
收了師弟七尺高，但他與七尺高的姊姊（豆腐花）似乎有深仇大恨似的。
在第二季獲得「心太軟廚神大賽」冠軍。
- 麻辣嬤嬷

配音：陳萃（中國大陸）；不詳（台灣）；黃鳳英（香港）
皇帝的姑姑，於單元「冬菇再見了」最後段登場，在第三季飾演南門市集裡的裁縫店老闆。
擁有功夫底子，先皇還賜給他金藤條，用來教訓擋路的大臣或不聽話的皇室子弟。
在絲絲的侍女冬菇休假期間，嚴格照顧絲絲，要求她專心讀書，以減少愛玩的惡習。
在「可怕的麻辣嬤嬤」最後說如果絲絲不成材，他不會離開皇宮的。
與王坤打賭若絲絲沒及格他就離開，若及格王坤就要辦蠶蟲。
說出「蠶蟲師爺」這句話，讓絲絲百般不明白，其實是「作繭自縛」的意思。
因為絲絲考試成績進步，所以送他一串辣椒吊飾。
- 工部侍郎

顧名思義就是皇宮工部的侍郎，第三季飾演紫殿學院老師。
九龍壁就是他的曠世巨作，他在幼時就許願能造九龍壁。
與皇帝是幼時的朋友，從小就是。
小時候是白白胖胖的，臉上有痣，與皇帝暗自聯絡時，會點頭上長痣的地方。
絲絲格格新的寢宮就是他蓋的，絲絲都叫他「工部叔叔」
- 博士與小徒弟

博士雖是從西洋來交換醫術的，卻沒任何洩漏之處，第三季飾演紫殿學院保健室老師。
在打籃球賽時會被當誘餌。
是太醫，也是皇帝的御醫。
做的藥通常一個晚上不發作，以後就不會發作了
曾因為做能人可展現本性的藥，則被皇帝處罰當尚書房的健康諮詢師。

### 小動物
絲絲擁有與動物溝通的特殊能力，一般人則無法了解這些動物說話的內容。
- 小咪

配音：劉婷婷（中國大陸）；李明幸（台灣）；曾慶珏（第一、二季）（香港）
絲絲的愛貓，在進入皇宮前是一隻身手矯健的貓。進宮後變得非常愛吃，跟主人一樣偷懶和貪睡，身體也變胖了許多，所以不喜歡捉老鼠，還要經常讓絲絲替他撓肚皮。常在絲絲與朋友對話時打岔。
- 旺財

配音：林谷珍（台灣）；羅偉亮（香港）
神經刀的愛犬，對於主人非常忠心，性格和行為則跟主人一樣。
- 小白

配音：傅暐霖（台灣）；（第一、二季）（香港）
一隻白色信鴿，替皇宮送信。心口戴著一個學字牌，頭戴飛行帽。
跟大嘴是好朋友。喜歡在皇宮的屋頂和大嘴吃零食或談天說地。
- 大嘴

配音：李明幸（台灣）；黃龍傑（香港）
一隻戴著墨鏡的黑色烏鴉。
跟小白是好朋友。喜歡在皇宮的屋頂和小白吃零食或談天說地。
- 老鼠

### 其他角色(與重要配角)
- 達文畢加

本名取自於已故義大利知名畫家李奧納多·達文西及西班牙著名画家巴勃羅·畢卡索，是多項領域的博學者。
因長期的瘋狂點子，致歐洲各國不歡迎他，並來到中國。
曾經邀請武狀元當模特兒，製作一座人體石頭雕刻。
第三季擔任紫殿學院的美術老師
- 納吉

初登場第二季33集
納蘭的父親，為朝廷的鐵帽子親王，第二季出場次數少，第三季出場次數逐漸變多。
第二季時，跟納蘭個性相似，在第三季時，則是飾演一戶製作白米的大公司老闆也是做人處事的好爸爸。
- 長白山雪怪父子

動物群（在第一季第16集出場）。
- 蟑螂王

配音：林谷珍（台灣）
初登場第一季25集
由於小時候被人類追打而產生憎恨，發誓要回來找人類復仇，最後因絲絲的賭注而輸。
- 熊皇

配音：林谷珍（台灣）
初登場第一季18集
熊群的國王，第一季後開始擔任重要配角，因與絲絲結交朋友，還幫皇帝找到野稻，
- 暹羅國的公主猜猜蚌

初登場第一季7集
柔柔往泰國旅行所碰到的公主，個性野蠻，但因受到柔柔的好意，結交成朋友。
- 小小蚱蜢

初登場第一季29集
絲絲飼養的小蟋蟀，為了打敗王坤的蟋蟀王而飼養。
- 畢棟山

初登場第二季4集
皇宮的大門侍衛，口頭禪是「我畢棟山，奉公守法，不動如山。」，第三季擔任紫殿學院校門守衛。
- 國舅爺

初登場第一季42集
人稱「鐵帽子王」，皇帝的舅舅，皇太后的弟弟，絲絲的舅公，由於年輕就繼承國舅位子，所以疏於管教而傲嬌，最後因麻辣嬤嬤教訓，才學會禮儀等管教。
- 閔正仁與金長光

初登場第一季9集
王坤請來對付絲絲的兩位他國交換生，他們也想藉機宣揚自己國家的文化並拉攏關係，最後還是與絲絲等人成為朋友。
- 水師提督

初登場於第一季47集
絲絲等人出航旅行的船長兼長官，連王坤都得對他低聲下氣，人雖然兇悍，但個性很好，第三季擔任紫殿學院游泳老師。
- 赤澤

初登場第一季13集
柔柔的古箏老師，少女十五十六時的老師兼隊長，由於教學非常嚴格，導致柔柔放棄而不學，被以為有虐待學生傾向，而跟神經刀帶的部隊打起來，第三季擔任紫殿學院音樂老師，個性也與第一季不同，對小孩跟學生都很好很溫柔。
- 少女十五十六時

初登場第一季13集
當時的偶像少女團體，總共15個人，會以古箏與琵琶奏樂節目的偶像團體，16個人時，則是以隊長兼老師的赤澤帶領。
- 皇宮御用主持人

初登場第一季3集
本名不詳，第一季到第四季只要關於有主持節目的工作，他就會出現。
- 埃及人面獅身像的化身

初登場第一季7集，第二季開始為重要配角。
一隻非常小的埃及人面獅身，長的可愛背後有長天使翅膀，愛吃鹹魚(一般魚類也愛)，因絲絲到埃及金字塔旅行，想把絲絲整到趕出金字塔，最後絲絲把小咪給他的鹹魚，拿給了人面獅身，還結交成了朋友。
- 黛莉

初登場第一季39集
埃及引進的貢品，絲絲的新寵物，長的可愛又漂亮，毛色為黑藍色的貓，不喜歡跟老鼠或野生動物相處，而讓絲絲同意離開自己回去埃及住，因受許多埃及人愛戴。
- 跳水敢死隊—蘿蘿和莉莉

初登場第一季23集，第一個擁有名字的兩位背景角色，尚書房學生，是一對非常喜歡跳水的姊妹花，在運動會時，拿下非常高分的成績，後續也有偶爾登場。
- 饅頭

初登場第一季41集
尚書房學生(紫殿學院學生)，喜歡吃饅頭，所以連名字都叫饅頭，後續也有偶爾登場。
- 青華

初登場第一季第一集
尚書房學生(紫殿學院學生)，第四季才終於有了令名，綁著兩個馬尾辮的黑髮女生。
- 阿符

初登場第一季第一集
尚書房學生(紫殿學院學生)，第四季才終於有了令名，髮型為香菇頭的黑髮男生。
- 阿守

初登場第一季第一集
尚書房學生(紫殿學院學生)，第四季才終於有了令名，髮型為平頭，瀏海只有五條毛髮的男生。
- 阿水

初登場第二季21集
尚書房學生(紫殿學院學生)，剛開始絲絲以為納蘭與肥郡主欺負他，而幫他出氣，但結果是因為他自己認為不幫助別人，就會出現倒楣事的心理問題(但真的都應驗)，絲絲等人才幫他解決心理問題，但最後還是因為喜歡幫助人而快樂。
- 陳鐵柱

初登場第一季36集
年紀最大的學生，原為欽天監的大臣，也是10年前尚書房沒畢業的學生，是個測地震的天才(但每方面都很強項)，因為欽天監的工作太無趣乏味，想藉出來念書上學透透氣，拿絲絲當頂包。
- 夢夢

初登場第一季1集
於第四季24集首次公開名字，跟絲絲一樣喜歡睡覺，喜歡的是枕頭，不管到哪裡他都會帶著枕頭，髮型為棕色長髮，常常睡瞇瞇的眼睛。
- 王靈芝

初登場72集
16歲，王坤的姪女，由於剛登場就被受好評，所以成為第二季的新的重要配角之一，戲份也逐漸變很多，第三季才正式擔任紫殿學院學生。
因為不喜歡家裡安排的學習課程，欺騙父母離開家裡，跑到王坤家裡借住，也因此碰到蘑菇拯救他，也開始喜歡上蘑菇，跟絲絲他們結交成好朋友，最後跟父母坦白自己的感受，而能繼續留下來。
- 七尺高

初登場 61~62集，第二季開始擔任重要配角。
蘿蔔糕的師弟，因為多年前，御廚比賽輸了而自卑，從此走路都蹲很低，頭髮蓋住臉部，起初被絲絲與柔柔誤認成妖怪，跟絲絲結識後，個性才重新站起來，拿手菜是麻婆豆腐跟宮保雞丁。
- 豆腐花

初登場 62集，第二季開始擔任重要配角。
七尺高的姊姊，弟弟自卑都一直認為蘿蔔糕害的，因此記恨蘿蔔糕，不讓七尺高接近皇宮的任何人，認識絲絲後，跟他們當朋友，才不對皇宮的人顧忌，除了蘿蔔糕，絲絲他們常稱豆腐花為「花姨」，有獨創的糖水秘笈，大受歡迎。
- 單單與雙雙

初登場 59~60集。
一對雙胞胎，單單是姊姊，雙雙是妹妹，因為絲絲跟柔柔羨慕她們跳的影子舞，而被絲絲邀請入皇宮讓他們教導跳影子舞，發現皇宮有東西陸續不見，結果是單單跟雙雙想把皇宮的東西拿給家裡的兄弟姊妹看，然後忘了歸還，家裡共有快六對的雙胞胎，原本想要找工作養家。
卻因為有些地方不收雙胞胎一起工作，絲絲與柔柔好心教他們獨立，最後還是因為不用分開而找到工作，第三季飾演紫殿學院的轉學生。
- 小圭

初登場第二季15集
尚書院的學生(紫殿學院學生)班上最會畫畫的人，也喜歡畫漫畫，在絲絲等人的鼓勵下，立志成為偉大的漫畫家，到現在都還在出版漫畫書。
- 阿牙

尚書院的學生(紫殿學院學生)，擔任圖書館管理員，帶著圓形眼鏡灰色頭髮的女生，後續偶爾有出場。
- 默默

尚書院的學生(紫殿學院學生)。
- 十八山

初登場第四季4集，住在森林的野人，在絲絲遇難時，出手搭救。
- 饅頭的爸爸

初登場第四季23集
第四季初次登場，因被王坤記過，替兒子伸冤，跑來學校理論。
- 服侍華倫的西洋侍女

- 西洋籃球隊

- 被當成外語老師的工程師

- 番邦女皇

- 侍女小蘭

- 森林裡的蛇

初登場第一季31集
- 森林裡的熊貓

初登場第一季31集
- 森林裡的大象

初登場第一季31集
- 森林裡的小白虎

初登場第一季31集
- 海盜王和他的手下

登場於第一季47集
- 熊寶寶

初登場第一季18集
- 狐狸寶寶

初登場第一季18集
- 小野兔

初登場第一季18集
- 梅花鹿寶寶

初登場第一季18集
- 外國駐華大使夫婦
- 外國駐華大使夫婦的兒子

初登場第一季38集
- 在花旗國逼華倫玩俄羅斯輪盤的人與他的老婆

- 印地安人

- 武狀元遇到的鬥牛士

## 劇中出現場景
- 乾清宮
- 養心殿
- 暢音閣
- 金水橋
- 尚書房
- 尚書房前廣場
- 御膳房
- 太和殿
- 絲絲格格的寢宮
- 皇宮屋頂
- 昭仁殿
- 天王粥品
- 甜心市集
- 午門前廣場
- 甜心樂園
- 武狀元練功的地方
- 華府
- 南門市集
- 王府
- 堆秀山
- 長白山

## 電視動畫

### 主題曲
片頭曲《快樂女孩》
作詞/作曲：秋言 /主唱：劉惜君
片尾曲 
世界充滿好奇（第一部台版）
天使公主（第一部陸版）
雨後彩虹橋（第二部，台/陸版）
插曲《世界充滿好奇》

### 劇集簡介

#### 第一季 皇宮的趣事
| 集數 | 系列集數 | 甜心IQ題                   | 名稱               | 內容 | | | |
| 1    | 1        | 無                         | 剪紙不見了         | 絲絲格格因為每天都日上三竿才起床，做事也非常懶散、迷糊，所以被皇帝送到尚書房訓練，後來絲絲格格撿到尚書房班長—柔柔的星星剪紙簿，並把裡面的剪紙貼在皇宮裡的牆上，但遇到柔柔，柔柔要他剪紙撕下來還他，沒想到撕下來時破掉了，最後兩人還能成為好朋友嗎？…… | 絲絲格格因為每天都日上三竿才起床，做事也非常懶散、迷糊，所以被皇帝送到尚書房訓練，後來絲絲格格撿到尚書房班長—柔柔的星星剪紙簿，並把裡面的剪紙貼在皇宮裡的牆上，但遇到柔柔，柔柔要他剪紙撕下來還他，沒想到撕下來時破掉了，最後兩人還能成為好朋友嗎？…… | 絲絲格格因為每天都日上三竿才起床，做事也非常懶散、迷糊，所以被皇帝送到尚書房訓練，後來絲絲格格撿到尚書房班長—柔柔的星星剪紙簿，並把裡面的剪紙貼在皇宮裡的牆上，但遇到柔柔，柔柔要他剪紙撕下來還他，沒想到撕下來時破掉了，最後兩人還能成為好朋友嗎？…… | 絲絲格格因為每天都日上三竿才起床，做事也非常懶散、迷糊，所以被皇帝送到尚書房訓練，後來絲絲格格撿到尚書房班長—柔柔的星星剪紙簿，並把裡面的剪紙貼在皇宮裡的牆上，但遇到柔柔，柔柔要他剪紙撕下來還他，沒想到撕下來時破掉了，最後兩人還能成為好朋友嗎？…… |
| 2    | 2        | 無                         | 下不來的氣球       | 吏部外交使節大臣-華爾茲大人的兒子-華倫轉進了尚書房，還帶了很多西洋玩意兒給大家玩，讓絲絲與柔柔的友情產生裂縫。華倫本來還想邀請絲絲到熱汽球上玩，但被絲絲婉拒，爾後華倫因為帶錯說明書而困在熱氣球上，柔柔和絲絲最後怎麼救華倫呢？他們還會把友情裂縫補起來嗎？…… | 吏部外交使節大臣-華爾茲大人的兒子-華倫轉進了尚書房，還帶了很多西洋玩意兒給大家玩，讓絲絲與柔柔的友情產生裂縫。華倫本來還想邀請絲絲到熱汽球上玩，但被絲絲婉拒，爾後華倫因為帶錯說明書而困在熱氣球上，柔柔和絲絲最後怎麼救華倫呢？他們還會把友情裂縫補起來嗎？…… | 吏部外交使節大臣-華爾茲大人的兒子-華倫轉進了尚書房，還帶了很多西洋玩意兒給大家玩，讓絲絲與柔柔的友情產生裂縫。華倫本來還想邀請絲絲到熱汽球上玩，但被絲絲婉拒，爾後華倫因為帶錯說明書而困在熱氣球上，柔柔和絲絲最後怎麼救華倫呢？他們還會把友情裂縫補起來嗎？…… | 吏部外交使節大臣-華爾茲大人的兒子-華倫轉進了尚書房，還帶了很多西洋玩意兒給大家玩，讓絲絲與柔柔的友情產生裂縫。華倫本來還想邀請絲絲到熱汽球上玩，但被絲絲婉拒，爾後華倫因為帶錯說明書而困在熱氣球上，柔柔和絲絲最後怎麼救華倫呢？他們還會把友情裂縫補起來嗎？…… |
| 3    | 3        | 無                         | 新科武狀元         | 新科武狀元—白米飯，因為年紀還太小，不能肩負重任，所以只是個後備武狀元。他代替絲絲拿到了可以去玩具王國拿玩具的機會，但絲絲把機會讓給武狀元，但武狀元被委託拿一堆玩具，最後去玩具王國拿大家想要的玩具時，他因為搞混而連一個都沒拿，最後他要怎麼獲得所有的玩具呢？…… | 新科武狀元—白米飯，因為年紀還太小，不能肩負重任，所以只是個後備武狀元。他代替絲絲拿到了可以去玩具王國拿玩具的機會，但絲絲把機會讓給武狀元，但武狀元被委託拿一堆玩具，最後去玩具王國拿大家想要的玩具時，他因為搞混而連一個都沒拿，最後他要怎麼獲得所有的玩具呢？…… | 新科武狀元—白米飯，因為年紀還太小，不能肩負重任，所以只是個後備武狀元。他代替絲絲拿到了可以去玩具王國拿玩具的機會，但絲絲把機會讓給武狀元，但武狀元被委託拿一堆玩具，最後去玩具王國拿大家想要的玩具時，他因為搞混而連一個都沒拿，最後他要怎麼獲得所有的玩具呢？…… | 新科武狀元—白米飯，因為年紀還太小，不能肩負重任，所以只是個後備武狀元。他代替絲絲拿到了可以去玩具王國拿玩具的機會，但絲絲把機會讓給武狀元，但武狀元被委託拿一堆玩具，最後去玩具王國拿大家想要的玩具時，他因為搞混而連一個都沒拿，最後他要怎麼獲得所有的玩具呢？…… |
| 4    | 4        | 無                         | 冬菇的秘密         | 尚書房要在七夕時表演牛郎織女相會的戲，卻讓冬菇想起兒時的青梅竹馬-蘑菇，絲絲他們得知後為了讓冬菇見到蘑菇，試了很多方法，但都沒效，她們只能假裝有災，讓冬菇去御林軍宿舍見蘑菇，但還是再次失敗，冬菇還是沒見到蘑菇，最後演戲時，蘑菇居然現身成為牛郎？…… | 尚書房要在七夕時表演牛郎織女相會的戲，卻讓冬菇想起兒時的青梅竹馬-蘑菇，絲絲他們得知後為了讓冬菇見到蘑菇，試了很多方法，但都沒效，她們只能假裝有災，讓冬菇去御林軍宿舍見蘑菇，但還是再次失敗，冬菇還是沒見到蘑菇，最後演戲時，蘑菇居然現身成為牛郎？…… | 尚書房要在七夕時表演牛郎織女相會的戲，卻讓冬菇想起兒時的青梅竹馬-蘑菇，絲絲他們得知後為了讓冬菇見到蘑菇，試了很多方法，但都沒效，她們只能假裝有災，讓冬菇去御林軍宿舍見蘑菇，但還是再次失敗，冬菇還是沒見到蘑菇，最後演戲時，蘑菇居然現身成為牛郎？…… | 尚書房要在七夕時表演牛郎織女相會的戲，卻讓冬菇想起兒時的青梅竹馬-蘑菇，絲絲他們得知後為了讓冬菇見到蘑菇，試了很多方法，但都沒效，她們只能假裝有災，讓冬菇去御林軍宿舍見蘑菇，但還是再次失敗，冬菇還是沒見到蘑菇，最後演戲時，蘑菇居然現身成為牛郎？…… |
| 5    | 5        | 無                         | 愚人節的新衣       | 王坤聽到華爾茲說西方有個節日，名為愚人節，當天可以隨意捉弄人。王坤立刻要尚書房在愚人節那天辦西洋時裝表演來慶祝，由柔柔嚴格的魔鬼訓練，讓大家都變瘦了。他拜託王大人打扮成王子，其實是青蛙王子，而王坤趁機捉弄皇帝，想讓皇帝光著身體見人，最後王坤會成功嗎，還是獲得報應，反被捉弄呢？…… | 王坤聽到華爾茲說西方有個節日，名為愚人節，當天可以隨意捉弄人。王坤立刻要尚書房在愚人節那天辦西洋時裝表演來慶祝，由柔柔嚴格的魔鬼訓練，讓大家都變瘦了。他拜託王大人打扮成王子，其實是青蛙王子，而王坤趁機捉弄皇帝，想讓皇帝光著身體見人，最後王坤會成功嗎，還是獲得報應，反被捉弄呢？…… | 王坤聽到華爾茲說西方有個節日，名為愚人節，當天可以隨意捉弄人。王坤立刻要尚書房在愚人節那天辦西洋時裝表演來慶祝，由柔柔嚴格的魔鬼訓練，讓大家都變瘦了。他拜託王大人打扮成王子，其實是青蛙王子，而王坤趁機捉弄皇帝，想讓皇帝光著身體見人，最後王坤會成功嗎，還是獲得報應，反被捉弄呢？…… | 王坤聽到華爾茲說西方有個節日，名為愚人節，當天可以隨意捉弄人。王坤立刻要尚書房在愚人節那天辦西洋時裝表演來慶祝，由柔柔嚴格的魔鬼訓練，讓大家都變瘦了。他拜託王大人打扮成王子，其實是青蛙王子，而王坤趁機捉弄皇帝，想讓皇帝光著身體見人，最後王坤會成功嗎，還是獲得報應，反被捉弄呢？…… |
| 6    | 6        | 無                         | 私家禮物節         | 私家禮物節時，柔柔用他家裡傳得完美秘笈當禮物，皇帝為了讓肥郡主減肥，派王坤去換到完美秘笈。他和神經刀用200兩換到巧克力；用蘇太傅用幫助窮人的錢換到蚱蜢，用自己的禮物換小咪的毛，但一樣顏色的禮物盒明明都換完了，難道是絲絲拿到秘笈？…… | 私家禮物節時，柔柔用他家裡傳得完美秘笈當禮物，皇帝為了讓肥郡主減肥，派王坤去換到完美秘笈。他和神經刀用200兩換到巧克力；用蘇太傅用幫助窮人的錢換到蚱蜢，用自己的禮物換小咪的毛，但一樣顏色的禮物盒明明都換完了，難道是絲絲拿到秘笈？…… | 私家禮物節時，柔柔用他家裡傳得完美秘笈當禮物，皇帝為了讓肥郡主減肥，派王坤去換到完美秘笈。他和神經刀用200兩換到巧克力；用蘇太傅用幫助窮人的錢換到蚱蜢，用自己的禮物換小咪的毛，但一樣顏色的禮物盒明明都換完了，難道是絲絲拿到秘笈？…… | 私家禮物節時，柔柔用他家裡傳得完美秘笈當禮物，皇帝為了讓肥郡主減肥，派王坤去換到完美秘笈。他和神經刀用200兩換到巧克力；用蘇太傅用幫助窮人的錢換到蚱蜢，用自己的禮物換小咪的毛，但一樣顏色的禮物盒明明都換完了，難道是絲絲拿到秘笈？…… |
| 7    | 7        | 無                         | 埃西泰美精華遊(上) | 絲絲為了探討文化，他們出國了。武狀元在西班牙被舞蹈老師硬推去鬥牛；柔柔在暹羅國(泰國)被暹羅公主—猜猜蚌用大象噴水惡整；華倫在花旗國(美國)被人強行玩俄羅斯輪盤，絲絲在埃及缺水後遇到浮出的金字塔，還有更多的趣事在下集等待著他們…… | 絲絲為了探討文化，他們出國了。武狀元在西班牙被舞蹈老師硬推去鬥牛；柔柔在暹羅國(泰國)被暹羅公主—猜猜蚌用大象噴水惡整；華倫在花旗國(美國)被人強行玩俄羅斯輪盤，絲絲在埃及缺水後遇到浮出的金字塔，還有更多的趣事在下集等待著他們…… | 絲絲為了探討文化，他們出國了。武狀元在西班牙被舞蹈老師硬推去鬥牛；柔柔在暹羅國(泰國)被暹羅公主—猜猜蚌用大象噴水惡整；華倫在花旗國(美國)被人強行玩俄羅斯輪盤，絲絲在埃及缺水後遇到浮出的金字塔，還有更多的趣事在下集等待著他們…… | 絲絲為了探討文化，他們出國了。武狀元在西班牙被舞蹈老師硬推去鬥牛；柔柔在暹羅國(泰國)被暹羅公主—猜猜蚌用大象噴水惡整；華倫在花旗國(美國)被人強行玩俄羅斯輪盤，絲絲在埃及缺水後遇到浮出的金字塔，還有更多的趣事在下集等待著他們…… |
| 8    | 8        | 無                         | 埃西泰美精華遊(下) | 絲絲經過人面獅身像的陷阱關卡後居然毫髮無傷，人面獅身像化身決定與她同歸於盡；華倫意外的放出，但又被印地安人以為是牛仔綁起來煮；柔柔遇到暹羅公主兼班長-猜猜蚌的送禮物問題；武狀元展現武學的重要性並救了鬥牛士和牛一命。他們會如何解決自己手邊的問題呢…… | 絲絲經過人面獅身像的陷阱關卡後居然毫髮無傷，人面獅身像化身決定與她同歸於盡；華倫意外的放出，但又被印地安人以為是牛仔綁起來煮；柔柔遇到暹羅公主兼班長-猜猜蚌的送禮物問題；武狀元展現武學的重要性並救了鬥牛士和牛一命。他們會如何解決自己手邊的問題呢…… | 絲絲經過人面獅身像的陷阱關卡後居然毫髮無傷，人面獅身像化身決定與她同歸於盡；華倫意外的放出，但又被印地安人以為是牛仔綁起來煮；柔柔遇到暹羅公主兼班長-猜猜蚌的送禮物問題；武狀元展現武學的重要性並救了鬥牛士和牛一命。他們會如何解決自己手邊的問題呢…… | 絲絲經過人面獅身像的陷阱關卡後居然毫髮無傷，人面獅身像化身決定與她同歸於盡；華倫意外的放出，但又被印地安人以為是牛仔綁起來煮；柔柔遇到暹羅公主兼班長-猜猜蚌的送禮物問題；武狀元展現武學的重要性並救了鬥牛士和牛一命。他們會如何解決自己手邊的問題呢…… |
| 9    | 9        | 無                         | 絲絲做的餃子(上)   | 絲絲吃了柔柔從暹羅帶回來的臭榴槤，皇帝非常擔心他的前途，所以聽取了王坤的建議—引進貌像來自韓國的交換生—金長光和閔正仁，長光煮雞湯時，絲絲卻為了示威，煮了超級無敵難吃的水餃，還硬逼蘿蔔糕試吃。但其實正仁和長光表面上很乖巧，事實上有個很大的陰謀…… | 絲絲吃了柔柔從暹羅帶回來的臭榴槤，皇帝非常擔心他的前途，所以聽取了王坤的建議—引進貌像來自韓國的交換生—金長光和閔正仁，長光煮雞湯時，絲絲卻為了示威，煮了超級無敵難吃的水餃，還硬逼蘿蔔糕試吃。但其實正仁和長光表面上很乖巧，事實上有個很大的陰謀…… | 絲絲吃了柔柔從暹羅帶回來的臭榴槤，皇帝非常擔心他的前途，所以聽取了王坤的建議—引進貌像來自韓國的交換生—金長光和閔正仁，長光煮雞湯時，絲絲卻為了示威，煮了超級無敵難吃的水餃，還硬逼蘿蔔糕試吃。但其實正仁和長光表面上很乖巧，事實上有個很大的陰謀…… | 絲絲吃了柔柔從暹羅帶回來的臭榴槤，皇帝非常擔心他的前途，所以聽取了王坤的建議—引進貌像來自韓國的交換生—金長光和閔正仁，長光煮雞湯時，絲絲卻為了示威，煮了超級無敵難吃的水餃，還硬逼蘿蔔糕試吃。但其實正仁和長光表面上很乖巧，事實上有個很大的陰謀…… |
| 10   | 10       | 無                         | 絲絲做的餃子(下)   | 正仁和長光約絲絲去買餃子材料，卻害絲絲翹課，蘇太傅問絲絲為何要翹課，大家也都不相信他，而正仁長光請同學吃涼菜，最後因為竹筍而被王坤趕走，在王坤出的考試中，若絲絲不會，皇帝就要送絲絲出國留學，絲絲會及格嗎？絲絲作的餃子會變好吃嗎…… | 正仁和長光約絲絲去買餃子材料，卻害絲絲翹課，蘇太傅問絲絲為何要翹課，大家也都不相信他，而正仁長光請同學吃涼菜，最後因為竹筍而被王坤趕走，在王坤出的考試中，若絲絲不會，皇帝就要送絲絲出國留學，絲絲會及格嗎？絲絲作的餃子會變好吃嗎…… | 正仁和長光約絲絲去買餃子材料，卻害絲絲翹課，蘇太傅問絲絲為何要翹課，大家也都不相信他，而正仁長光請同學吃涼菜，最後因為竹筍而被王坤趕走，在王坤出的考試中，若絲絲不會，皇帝就要送絲絲出國留學，絲絲會及格嗎？絲絲作的餃子會變好吃嗎…… | 正仁和長光約絲絲去買餃子材料，卻害絲絲翹課，蘇太傅問絲絲為何要翹課，大家也都不相信他，而正仁長光請同學吃涼菜，最後因為竹筍而被王坤趕走，在王坤出的考試中，若絲絲不會，皇帝就要送絲絲出國留學，絲絲會及格嗎？絲絲作的餃子會變好吃嗎…… |
| 11   | 11       | 無                         | 生日大亂(上)       | 絲絲的生日眼看就要到了，但生日會當天卻因為朋友記錯而半個人都沒來，所以他到處生悶氣，卻意外喝下了博士所調的增加內心慾望的藥水，所以變得很瘋狂，還把柔柔們送的禮物弄爛，甚至在市集大鬧，最後皇帝做出一個慘痛的決定，就是將絲絲送入天牢！…… | 絲絲的生日眼看就要到了，但生日會當天卻因為朋友記錯而半個人都沒來，所以他到處生悶氣，卻意外喝下了博士所調的增加內心慾望的藥水，所以變得很瘋狂，還把柔柔們送的禮物弄爛，甚至在市集大鬧，最後皇帝做出一個慘痛的決定，就是將絲絲送入天牢！…… | 絲絲的生日眼看就要到了，但生日會當天卻因為朋友記錯而半個人都沒來，所以他到處生悶氣，卻意外喝下了博士所調的增加內心慾望的藥水，所以變得很瘋狂，還把柔柔們送的禮物弄爛，甚至在市集大鬧，最後皇帝做出一個慘痛的決定，就是將絲絲送入天牢！…… | 絲絲的生日眼看就要到了，但生日會當天卻因為朋友記錯而半個人都沒來，所以他到處生悶氣，卻意外喝下了博士所調的增加內心慾望的藥水，所以變得很瘋狂，還把柔柔們送的禮物弄爛，甚至在市集大鬧，最後皇帝做出一個慘痛的決定，就是將絲絲送入天牢！…… |
| 12   | 12       | 無                         | 生日大亂(下)       | 絲絲格格在天牢中，苦苦的哀求神經刀放了她。還好有柔柔陪他，但柔柔還是太擔心了，準備要劫獄。博士也努力尋找解藥，只找到一個線索—無翅無磷的魚，絲絲的朋友們把絲絲救了出來，把他送到山廟安置，皇帝終於找到這樣東西就是鮑魚。絲絲到底會不會恢復呢？…… | 絲絲格格在天牢中，苦苦的哀求神經刀放了她。還好有柔柔陪他，但柔柔還是太擔心了，準備要劫獄。博士也努力尋找解藥，只找到一個線索—無翅無磷的魚，絲絲的朋友們把絲絲救了出來，把他送到山廟安置，皇帝終於找到這樣東西就是鮑魚。絲絲到底會不會恢復呢？…… | 絲絲格格在天牢中，苦苦的哀求神經刀放了她。還好有柔柔陪他，但柔柔還是太擔心了，準備要劫獄。博士也努力尋找解藥，只找到一個線索—無翅無磷的魚，絲絲的朋友們把絲絲救了出來，把他送到山廟安置，皇帝終於找到這樣東西就是鮑魚。絲絲到底會不會恢復呢？…… | 絲絲格格在天牢中，苦苦的哀求神經刀放了她。還好有柔柔陪他，但柔柔還是太擔心了，準備要劫獄。博士也努力尋找解藥，只找到一個線索—無翅無磷的魚，絲絲的朋友們把絲絲救了出來，把他送到山廟安置，皇帝終於找到這樣東西就是鮑魚。絲絲到底會不會恢復呢？…… |
| 13   | 13       | 無                         | 少女十五十六時     | 最受歡迎的「少女十五十六時」登場！柔柔為了學古箏，去當了赤澤團長的學徒，絲絲它們因為好奇，去看了柔柔，結果被趕了出來，絲絲為了找柔柔，所以請皇帝讓他學，最後還是放棄了，但赤澤老師對學生非常壞，還曾把同學打死，華倫和風將軍帶著大兵來封鎖她的學校，到底風將軍能否救出柔柔呢…… | 最受歡迎的「少女十五十六時」登場！柔柔為了學古箏，去當了赤澤團長的學徒，絲絲它們因為好奇，去看了柔柔，結果被趕了出來，絲絲為了找柔柔，所以請皇帝讓他學，最後還是放棄了，但赤澤老師對學生非常壞，還曾把同學打死，華倫和風將軍帶著大兵來封鎖她的學校，到底風將軍能否救出柔柔呢…… | 最受歡迎的「少女十五十六時」登場！柔柔為了學古箏，去當了赤澤團長的學徒，絲絲它們因為好奇，去看了柔柔，結果被趕了出來，絲絲為了找柔柔，所以請皇帝讓他學，最後還是放棄了，但赤澤老師對學生非常壞，還曾把同學打死，華倫和風將軍帶著大兵來封鎖她的學校，到底風將軍能否救出柔柔呢…… | 最受歡迎的「少女十五十六時」登場！柔柔為了學古箏，去當了赤澤團長的學徒，絲絲它們因為好奇，去看了柔柔，結果被趕了出來，絲絲為了找柔柔，所以請皇帝讓他學，最後還是放棄了，但赤澤老師對學生非常壞，還曾把同學打死，華倫和風將軍帶著大兵來封鎖她的學校，到底風將軍能否救出柔柔呢…… |
| 14   | 14       | 無                         | 友情的考驗         | 一次絲絲和柔柔去市集，店員卻只把贈品給柔柔，柔柔也顧著彈自己的琴，不理絲絲，絲絲和柔柔開始爭誰比較聰明誰比較漂亮，絲絲去山廟找達文畢加學畫畫，條件是要武狀元做人體實驗，在畫自畫像時，絲絲用了後現代分離主義，當她知道甚麼是人體實驗，立刻跑到山廟，廟前有武狀元的衣服，上面居然有血跡？！…… | 一次絲絲和柔柔去市集，店員卻只把贈品給柔柔，柔柔也顧著彈自己的琴，不理絲絲，絲絲和柔柔開始爭誰比較聰明誰比較漂亮，絲絲去山廟找達文畢加學畫畫，條件是要武狀元做人體實驗，在畫自畫像時，絲絲用了後現代分離主義，當她知道甚麼是人體實驗，立刻跑到山廟，廟前有武狀元的衣服，上面居然有血跡？！…… | 一次絲絲和柔柔去市集，店員卻只把贈品給柔柔，柔柔也顧著彈自己的琴，不理絲絲，絲絲和柔柔開始爭誰比較聰明誰比較漂亮，絲絲去山廟找達文畢加學畫畫，條件是要武狀元做人體實驗，在畫自畫像時，絲絲用了後現代分離主義，當她知道甚麼是人體實驗，立刻跑到山廟，廟前有武狀元的衣服，上面居然有血跡？！…… | 一次絲絲和柔柔去市集，店員卻只把贈品給柔柔，柔柔也顧著彈自己的琴，不理絲絲，絲絲和柔柔開始爭誰比較聰明誰比較漂亮，絲絲去山廟找達文畢加學畫畫，條件是要武狀元做人體實驗，在畫自畫像時，絲絲用了後現代分離主義，當她知道甚麼是人體實驗，立刻跑到山廟，廟前有武狀元的衣服，上面居然有血跡？！…… |
| 15   | 15       | 無                         | 神秘的昭仁殿       | 在一場大雨中，絲絲意外發現之前著火的昭仁殿加了把大鎖，絲絲開始調查昭仁殿，他問了皇宮裡每一個人，絲絲用王大人私藏的鮑魚逼共王大人，王坤要他自己進去，他帶了桃木劍進去，在裡面有些不對勁，有從天而降的蛇；像雲霄飛車的礦車；還有不知名的怪手，究竟裡面藏著甚麼秘密呢…… | 在一場大雨中，絲絲意外發現之前著火的昭仁殿加了把大鎖，絲絲開始調查昭仁殿，他問了皇宮裡每一個人，絲絲用王大人私藏的鮑魚逼共王大人，王坤要他自己進去，他帶了桃木劍進去，在裡面有些不對勁，有從天而降的蛇；像雲霄飛車的礦車；還有不知名的怪手，究竟裡面藏著甚麼秘密呢…… | 在一場大雨中，絲絲意外發現之前著火的昭仁殿加了把大鎖，絲絲開始調查昭仁殿，他問了皇宮裡每一個人，絲絲用王大人私藏的鮑魚逼共王大人，王坤要他自己進去，他帶了桃木劍進去，在裡面有些不對勁，有從天而降的蛇；像雲霄飛車的礦車；還有不知名的怪手，究竟裡面藏著甚麼秘密呢…… | 在一場大雨中，絲絲意外發現之前著火的昭仁殿加了把大鎖，絲絲開始調查昭仁殿，他問了皇宮裡每一個人，絲絲用王大人私藏的鮑魚逼共王大人，王坤要他自己進去，他帶了桃木劍進去，在裡面有些不對勁，有從天而降的蛇；像雲霄飛車的礦車；還有不知名的怪手，究竟裡面藏著甚麼秘密呢…… |
| 16   | 16       | 無                         | 勇闖大雪山         | 尚書房放暑假了！但是因為天氣太熱了，使皇帝中暑，絲絲為了幫皇阿瑪散熱，決定去長白山找冰塊，他們遇見了小雪怪，要他幫她們帶路，武狀元因為亂鑿冰，使大雪怪出來追他們，她意外吃到絲絲帶的荔枝，用荔枝換取千年冰塊，她將冰塊帶回皇宮，這到底能不能治好皇帝的病呢…… | 尚書房放暑假了！但是因為天氣太熱了，使皇帝中暑，絲絲為了幫皇阿瑪散熱，決定去長白山找冰塊，他們遇見了小雪怪，要他幫她們帶路，武狀元因為亂鑿冰，使大雪怪出來追他們，她意外吃到絲絲帶的荔枝，用荔枝換取千年冰塊，她將冰塊帶回皇宮，這到底能不能治好皇帝的病呢…… | 尚書房放暑假了！但是因為天氣太熱了，使皇帝中暑，絲絲為了幫皇阿瑪散熱，決定去長白山找冰塊，他們遇見了小雪怪，要他幫她們帶路，武狀元因為亂鑿冰，使大雪怪出來追他們，她意外吃到絲絲帶的荔枝，用荔枝換取千年冰塊，她將冰塊帶回皇宮，這到底能不能治好皇帝的病呢…… | 尚書房放暑假了！但是因為天氣太熱了，使皇帝中暑，絲絲為了幫皇阿瑪散熱，決定去長白山找冰塊，他們遇見了小雪怪，要他幫她們帶路，武狀元因為亂鑿冰，使大雪怪出來追他們，她意外吃到絲絲帶的荔枝，用荔枝換取千年冰塊，她將冰塊帶回皇宮，這到底能不能治好皇帝的病呢…… |
| 17   | 17       | 無                         | 滅鼠小隊大作戰     | 老鼠阿頭被絲絲抓了，他和絲絲答應不會騷擾到皇宮裡的人，隔天卻發生了大鼠患，全部的人都遭殃，王坤向皇帝提議讓絲絲當滅鼠大臣，格格找了冬菇和武狀元一起來幫忙，但怎麼抓都抓不到，柔柔和華倫暗地中幫絲絲找資料抓老鼠，沒想到小咪意外聞到老鼠洞的地點，原來就在肥郡主床底下？！…… | 老鼠阿頭被絲絲抓了，他和絲絲答應不會騷擾到皇宮裡的人，隔天卻發生了大鼠患，全部的人都遭殃，王坤向皇帝提議讓絲絲當滅鼠大臣，格格找了冬菇和武狀元一起來幫忙，但怎麼抓都抓不到，柔柔和華倫暗地中幫絲絲找資料抓老鼠，沒想到小咪意外聞到老鼠洞的地點，原來就在肥郡主床底下？！…… | 老鼠阿頭被絲絲抓了，他和絲絲答應不會騷擾到皇宮裡的人，隔天卻發生了大鼠患，全部的人都遭殃，王坤向皇帝提議讓絲絲當滅鼠大臣，格格找了冬菇和武狀元一起來幫忙，但怎麼抓都抓不到，柔柔和華倫暗地中幫絲絲找資料抓老鼠，沒想到小咪意外聞到老鼠洞的地點，原來就在肥郡主床底下？！…… | 老鼠阿頭被絲絲抓了，他和絲絲答應不會騷擾到皇宮裡的人，隔天卻發生了大鼠患，全部的人都遭殃，王坤向皇帝提議讓絲絲當滅鼠大臣，格格找了冬菇和武狀元一起來幫忙，但怎麼抓都抓不到，柔柔和華倫暗地中幫絲絲找資料抓老鼠，沒想到小咪意外聞到老鼠洞的地點，原來就在肥郡主床底下？！…… |
| 18   | 18       | 無                         | 動物大逃亡(上)     | 中秋節終於到了，也就是皇宮一年一度的秋季狩獵，御林軍為了御駕狩獵，開始用殘忍的方式訓練御狗、御馬，皇帝終於要出駕了，絲絲請求皇阿瑪不要殺那些動物，皇帝答應他假裝都射不到獵物，而王坤怕皇帝沒抓到獵物會不吉利，因此抓了許多備用獵物，究竟絲絲能否救出獵物呢…… | 中秋節終於到了，也就是皇宮一年一度的秋季狩獵，御林軍為了御駕狩獵，開始用殘忍的方式訓練御狗、御馬，皇帝終於要出駕了，絲絲請求皇阿瑪不要殺那些動物，皇帝答應他假裝都射不到獵物，而王坤怕皇帝沒抓到獵物會不吉利，因此抓了許多備用獵物，究竟絲絲能否救出獵物呢…… | 中秋節終於到了，也就是皇宮一年一度的秋季狩獵，御林軍為了御駕狩獵，開始用殘忍的方式訓練御狗、御馬，皇帝終於要出駕了，絲絲請求皇阿瑪不要殺那些動物，皇帝答應他假裝都射不到獵物，而王坤怕皇帝沒抓到獵物會不吉利，因此抓了許多備用獵物，究竟絲絲能否救出獵物呢…… | 中秋節終於到了，也就是皇宮一年一度的秋季狩獵，御林軍為了御駕狩獵，開始用殘忍的方式訓練御狗、御馬，皇帝終於要出駕了，絲絲請求皇阿瑪不要殺那些動物，皇帝答應他假裝都射不到獵物，而王坤怕皇帝沒抓到獵物會不吉利，因此抓了許多備用獵物，究竟絲絲能否救出獵物呢…… |
| 19   | 19       | 無                         | 動物大逃亡(下)     | 絲絲決定用蠟像騙大人們，獵物出發了，皇帝也正在找野稻，絲絲要和神侍衛聯合起來騙皇帝，他們要用進口吸盤箭打蠟像，他們真的可以騙過大人嗎？沒想到在大籠子裡的是熊皇，皇帝居然射不到他？！他要和武狀元比力氣，武狀元會贏嗎？皇帝會找到優質野稻嗎？…… | 絲絲決定用蠟像騙大人們，獵物出發了，皇帝也正在找野稻，絲絲要和神侍衛聯合起來騙皇帝，他們要用進口吸盤箭打蠟像，他們真的可以騙過大人嗎？沒想到在大籠子裡的是熊皇，皇帝居然射不到他？！他要和武狀元比力氣，武狀元會贏嗎？皇帝會找到優質野稻嗎？…… | 絲絲決定用蠟像騙大人們，獵物出發了，皇帝也正在找野稻，絲絲要和神侍衛聯合起來騙皇帝，他們要用進口吸盤箭打蠟像，他們真的可以騙過大人嗎？沒想到在大籠子裡的是熊皇，皇帝居然射不到他？！他要和武狀元比力氣，武狀元會贏嗎？皇帝會找到優質野稻嗎？…… | 絲絲決定用蠟像騙大人們，獵物出發了，皇帝也正在找野稻，絲絲要和神侍衛聯合起來騙皇帝，他們要用進口吸盤箭打蠟像，他們真的可以騙過大人嗎？沒想到在大籠子裡的是熊皇，皇帝居然射不到他？！他要和武狀元比力氣，武狀元會贏嗎？皇帝會找到優質野稻嗎？…… |
| 20   | 20       | 無                         | 男子有責           | 尚書房開放日武狀元沒家長領成績單，絲絲扮成武狀元的祖母，而皇帝宣布選親善大使，每個女生都努力打扮、減肥，但其實要選男生展現男性美德，前五名是：王坤、華倫、宮女力挺的蘑菇、皇帝選得神經刀和被逼參加的武狀元，武狀元表現十分漏氣，但最後竟是他當選？！…… | 尚書房開放日武狀元沒家長領成績單，絲絲扮成武狀元的祖母，而皇帝宣布選親善大使，每個女生都努力打扮、減肥，但其實要選男生展現男性美德，前五名是：王坤、華倫、宮女力挺的蘑菇、皇帝選得神經刀和被逼參加的武狀元，武狀元表現十分漏氣，但最後竟是他當選？！…… | 尚書房開放日武狀元沒家長領成績單，絲絲扮成武狀元的祖母，而皇帝宣布選親善大使，每個女生都努力打扮、減肥，但其實要選男生展現男性美德，前五名是：王坤、華倫、宮女力挺的蘑菇、皇帝選得神經刀和被逼參加的武狀元，武狀元表現十分漏氣，但最後竟是他當選？！…… | 尚書房開放日武狀元沒家長領成績單，絲絲扮成武狀元的祖母，而皇帝宣布選親善大使，每個女生都努力打扮、減肥，但其實要選男生展現男性美德，前五名是：王坤、華倫、宮女力挺的蘑菇、皇帝選得神經刀和被逼參加的武狀元，武狀元表現十分漏氣，但最後竟是他當選？！…… |
| 21   | 21       | 無                         | 神探絲絲(上)       | | | | |
| 22   | 22       | 無                         | 神探絲絲(下)       | 絲絲與尚書房的同學們查到黑衣人是神經刀，並知道了破壞九龍壁原因。此時王坤帶人來拘捕絲絲等人，因為尚書房守則列明：學生不得私下調查朝廷命官。最後王坤罰絲絲等人清潔宮內所有小巷。 | 絲絲與尚書房的同學們查到黑衣人是神經刀，並知道了破壞九龍壁原因。此時王坤帶人來拘捕絲絲等人，因為尚書房守則列明：學生不得私下調查朝廷命官。最後王坤罰絲絲等人清潔宮內所有小巷。 | 絲絲與尚書房的同學們查到黑衣人是神經刀，並知道了破壞九龍壁原因。此時王坤帶人來拘捕絲絲等人，因為尚書房守則列明：學生不得私下調查朝廷命官。最後王坤罰絲絲等人清潔宮內所有小巷。 | 絲絲與尚書房的同學們查到黑衣人是神經刀，並知道了破壞九龍壁原因。此時王坤帶人來拘捕絲絲等人，因為尚書房守則列明：學生不得私下調查朝廷命官。最後王坤罰絲絲等人清潔宮內所有小巷。 |
| 23   | 23       | 無                         | 尚書房運動會(上)   | 皇帝決定舉辦尚書房運動會，絲絲卻是被選為裁判，這當然讓絲絲很不高興拉，全皇宮的人聽到華爾茲宣布這消息後，無不歡天喜地。當皇帝將點著聖火的箭射上角樓，聖火壇被點燃時，尚書房運動會正式開始了。每個人都踴躍參加，笑料不斷。最後，絲絲的裁判職位被辭了，絲絲非常開心，因為這樣他就可以當運動員了。柔柔卻有預感，絲絲參加運動會 | 皇帝決定舉辦尚書房運動會，絲絲卻是被選為裁判，這當然讓絲絲很不高興拉，全皇宮的人聽到華爾茲宣布這消息後，無不歡天喜地。當皇帝將點著聖火的箭射上角樓，聖火壇被點燃時，尚書房運動會正式開始了。每個人都踴躍參加，笑料不斷。最後，絲絲的裁判職位被辭了，絲絲非常開心，因為這樣他就可以當運動員了。柔柔卻有預感，絲絲參加運動會 | 皇帝決定舉辦尚書房運動會，絲絲卻是被選為裁判，這當然讓絲絲很不高興拉，全皇宮的人聽到華爾茲宣布這消息後，無不歡天喜地。當皇帝將點著聖火的箭射上角樓，聖火壇被點燃時，尚書房運動會正式開始了。每個人都踴躍參加，笑料不斷。最後，絲絲的裁判職位被辭了，絲絲非常開心，因為這樣他就可以當運動員了。柔柔卻有預感，絲絲參加運動會 | 皇帝決定舉辦尚書房運動會，絲絲卻是被選為裁判，這當然讓絲絲很不高興拉，全皇宮的人聽到華爾茲宣布這消息後，無不歡天喜地。當皇帝將點著聖火的箭射上角樓，聖火壇被點燃時，尚書房運動會正式開始了。每個人都踴躍參加，笑料不斷。最後，絲絲的裁判職位被辭了，絲絲非常開心，因為這樣他就可以當運動員了。柔柔卻有預感，絲絲參加運動會 |
| 24   | 24       | 無                         | 尚書房運動會(下)   | 絲絲羨慕皇帝和神經刀在比賽中取得金牌，但因自己在運動中表現差而感到自卑。然而，皇帝告訴絲絲比賽著重的是參與和發揚體育精神。絲絲最終決定參加馬拉鬆比賽並贏得冠軍。 | 絲絲羨慕皇帝和神經刀在比賽中取得金牌，但因自己在運動中表現差而感到自卑。然而，皇帝告訴絲絲比賽著重的是參與和發揚體育精神。絲絲最終決定參加馬拉鬆比賽並贏得冠軍。 | 絲絲羨慕皇帝和神經刀在比賽中取得金牌，但因自己在運動中表現差而感到自卑。然而，皇帝告訴絲絲比賽著重的是參與和發揚體育精神。絲絲最終決定參加馬拉鬆比賽並贏得冠軍。 | 絲絲羨慕皇帝和神經刀在比賽中取得金牌，但因自己在運動中表現差而感到自卑。然而，皇帝告訴絲絲比賽著重的是參與和發揚體育精神。絲絲最終決定參加馬拉鬆比賽並贏得冠軍。 |
| 25   | 25       | 無                         | 蟑螂王回來了(上)   | 蟑螂王突然出現在皇宮，弄得人心惶惶。武狀元和華倫分別用自己的方法對付蟑螂王，可惜最後還是失敗。絲絲為實踐對柔柔的承諾，決定去捉蟑螂，可是蟑螂王狡猾多變，幾次讓它逃脫。最後鬧出了很多笑話！ | 蟑螂王突然出現在皇宮，弄得人心惶惶。武狀元和華倫分別用自己的方法對付蟑螂王，可惜最後還是失敗。絲絲為實踐對柔柔的承諾，決定去捉蟑螂，可是蟑螂王狡猾多變，幾次讓它逃脫。最後鬧出了很多笑話！ | 蟑螂王突然出現在皇宮，弄得人心惶惶。武狀元和華倫分別用自己的方法對付蟑螂王，可惜最後還是失敗。絲絲為實踐對柔柔的承諾，決定去捉蟑螂，可是蟑螂王狡猾多變，幾次讓它逃脫。最後鬧出了很多笑話！ | 蟑螂王突然出現在皇宮，弄得人心惶惶。武狀元和華倫分別用自己的方法對付蟑螂王，可惜最後還是失敗。絲絲為實踐對柔柔的承諾，決定去捉蟑螂，可是蟑螂王狡猾多變，幾次讓它逃脫。最後鬧出了很多笑話！ |
| 26   | 26       | 無                         | 蟑螂王回來了(下)   | 在神經刀的幫助下，絲絲捉住了蟑螂王，並跟它約定在五天內使她的朋友不再怕蟑螂，蟑螂王以後便不可出來嚇人。後來絲絲對她的朋友進行了一場充滿笑料的訓練計劃。 | 在神經刀的幫助下，絲絲捉住了蟑螂王，並跟它約定在五天內使她的朋友不再怕蟑螂，蟑螂王以後便不可出來嚇人。後來絲絲對她的朋友進行了一場充滿笑料的訓練計劃。 | 在神經刀的幫助下，絲絲捉住了蟑螂王，並跟它約定在五天內使她的朋友不再怕蟑螂，蟑螂王以後便不可出來嚇人。後來絲絲對她的朋友進行了一場充滿笑料的訓練計劃。 | 在神經刀的幫助下，絲絲捉住了蟑螂王，並跟它約定在五天內使她的朋友不再怕蟑螂，蟑螂王以後便不可出來嚇人。後來絲絲對她的朋友進行了一場充滿笑料的訓練計劃。 |
| 27   | 27       | 無                         | 慈善拍賣會         | 連場大雨，各地水災為患。皇帝下令皇宮節省開支，並調派宮中所有侍衛、宮女、太監到災場協助救災。皇帝舉行賣物會籌款賑災，並命絲絲負責募捐和拍賣事宜。在賣物會中，竟有無名氏捐出十萬兩銀票,實際上是王坤丟的。 | 連場大雨，各地水災為患。皇帝下令皇宮節省開支，並調派宮中所有侍衛、宮女、太監到災場協助救災。皇帝舉行賣物會籌款賑災，並命絲絲負責募捐和拍賣事宜。在賣物會中，竟有無名氏捐出十萬兩銀票,實際上是王坤丟的。 | 連場大雨，各地水災為患。皇帝下令皇宮節省開支，並調派宮中所有侍衛、宮女、太監到災場協助救災。皇帝舉行賣物會籌款賑災，並命絲絲負責募捐和拍賣事宜。在賣物會中，竟有無名氏捐出十萬兩銀票,實際上是王坤丟的。 | 連場大雨，各地水災為患。皇帝下令皇宮節省開支，並調派宮中所有侍衛、宮女、太監到災場協助救災。皇帝舉行賣物會籌款賑災，並命絲絲負責募捐和拍賣事宜。在賣物會中，竟有無名氏捐出十萬兩銀票,實際上是王坤丟的。 |
| 28   | 28       | 無                         | 好奇惹的禍         | 華大人從西洋買來一個望遠鏡送給尚書房他們用來學習天文，而絲絲和納蘭卻用它偷看別人隱私，柔柔他們很生氣，他們以其人之道還治其人之身也偷看別人隱私，最後他們一起受到了皇帝的懲罰。 | 華大人從西洋買來一個望遠鏡送給尚書房他們用來學習天文，而絲絲和納蘭卻用它偷看別人隱私，柔柔他們很生氣，他們以其人之道還治其人之身也偷看別人隱私，最後他們一起受到了皇帝的懲罰。 | 華大人從西洋買來一個望遠鏡送給尚書房他們用來學習天文，而絲絲和納蘭卻用它偷看別人隱私，柔柔他們很生氣，他們以其人之道還治其人之身也偷看別人隱私，最後他們一起受到了皇帝的懲罰。 | 華大人從西洋買來一個望遠鏡送給尚書房他們用來學習天文，而絲絲和納蘭卻用它偷看別人隱私，柔柔他們很生氣，他們以其人之道還治其人之身也偷看別人隱私，最後他們一起受到了皇帝的懲罰。 |
| 29   | 29       | 無                         | 蟋蟀大格鬥         | 皇宮流行新式鬥蟋蟀活動，輸的一方更要將自己的蟋蟀交給對方，並要接受對方給予的懲罰。王坤以權謀私，在御花園捕捉皇宮裡所有強壯的蟋蟀。絲絲看不過王坤的囂張氣焰，便誓言要親自訓練一隻蟋蟀來打敗王坤的蟋蟀王。 | 皇宮流行新式鬥蟋蟀活動，輸的一方更要將自己的蟋蟀交給對方，並要接受對方給予的懲罰。王坤以權謀私，在御花園捕捉皇宮裡所有強壯的蟋蟀。絲絲看不過王坤的囂張氣焰，便誓言要親自訓練一隻蟋蟀來打敗王坤的蟋蟀王。 | 皇宮流行新式鬥蟋蟀活動，輸的一方更要將自己的蟋蟀交給對方，並要接受對方給予的懲罰。王坤以權謀私，在御花園捕捉皇宮裡所有強壯的蟋蟀。絲絲看不過王坤的囂張氣焰，便誓言要親自訓練一隻蟋蟀來打敗王坤的蟋蟀王。 | 皇宮流行新式鬥蟋蟀活動，輸的一方更要將自己的蟋蟀交給對方，並要接受對方給予的懲罰。王坤以權謀私，在御花園捕捉皇宮裡所有強壯的蟋蟀。絲絲看不過王坤的囂張氣焰，便誓言要親自訓練一隻蟋蟀來打敗王坤的蟋蟀王。 |
| 30   | 30       | 無                         | 這個冬天太冷了     | 養心殿內，皇帝滿頭大汗的批閱奏章。王坤見機即從東瀛引進的一部「自動撥扇機械人」給皇帝，絲絲格格與華倫聽後都很感興趣。當晚，絲絲及華倫偷偷走進昭仁殿偷看機械人。 | 養心殿內，皇帝滿頭大汗的批閱奏章。王坤見機即從東瀛引進的一部「自動撥扇機械人」給皇帝，絲絲格格與華倫聽後都很感興趣。當晚，絲絲及華倫偷偷走進昭仁殿偷看機械人。 | 養心殿內，皇帝滿頭大汗的批閱奏章。王坤見機即從東瀛引進的一部「自動撥扇機械人」給皇帝，絲絲格格與華倫聽後都很感興趣。當晚，絲絲及華倫偷偷走進昭仁殿偷看機械人。 | 養心殿內，皇帝滿頭大汗的批閱奏章。王坤見機即從東瀛引進的一部「自動撥扇機械人」給皇帝，絲絲格格與華倫聽後都很感興趣。當晚，絲絲及華倫偷偷走進昭仁殿偷看機械人。 |
| 31   | 31       | 無                         | 動物救星           | 朝廷為民生大興土木，王坤下令在野外大肆砍伐樹木，動物棲息環境遭破壞，無以為家。動物們得知皇宮內有一位能與動物溝通的格格，對動物更是百般愛護，四隻野生動物決定到皇宮投靠絲絲格格。 | 朝廷為民生大興土木，王坤下令在野外大肆砍伐樹木，動物棲息環境遭破壞，無以為家。動物們得知皇宮內有一位能與動物溝通的格格，對動物更是百般愛護，四隻野生動物決定到皇宮投靠絲絲格格。 | 朝廷為民生大興土木，王坤下令在野外大肆砍伐樹木，動物棲息環境遭破壞，無以為家。動物們得知皇宮內有一位能與動物溝通的格格，對動物更是百般愛護，四隻野生動物決定到皇宮投靠絲絲格格。 | 朝廷為民生大興土木，王坤下令在野外大肆砍伐樹木，動物棲息環境遭破壞，無以為家。動物們得知皇宮內有一位能與動物溝通的格格，對動物更是百般愛護，四隻野生動物決定到皇宮投靠絲絲格格。 |
| 32   | 32       | 無                         | 廚神秘方           | 近日皇帝胃口欠佳，終日食慾不振，並出現吐瀉現像。秦博士診斷皇帝是患了輕微厭食症，蘿蔔糕甚是擔憂。皇帝日漸消瘦，眾人擔心不已，蘿蔔糕奮力研究祖傳的食譜，希望能重振皇帝的食慾。 | 近日皇帝胃口欠佳，終日食慾不振，並出現吐瀉現像。秦博士診斷皇帝是患了輕微厭食症，蘿蔔糕甚是擔憂。皇帝日漸消瘦，眾人擔心不已，蘿蔔糕奮力研究祖傳的食譜，希望能重振皇帝的食慾。 | 近日皇帝胃口欠佳，終日食慾不振，並出現吐瀉現像。秦博士診斷皇帝是患了輕微厭食症，蘿蔔糕甚是擔憂。皇帝日漸消瘦，眾人擔心不已，蘿蔔糕奮力研究祖傳的食譜，希望能重振皇帝的食慾。 | 近日皇帝胃口欠佳，終日食慾不振，並出現吐瀉現像。秦博士診斷皇帝是患了輕微厭食症，蘿蔔糕甚是擔憂。皇帝日漸消瘦，眾人擔心不已，蘿蔔糕奮力研究祖傳的食譜，希望能重振皇帝的食慾。 |
| 33   | 33       | 無                         | 冬菇再見了         | 冬菇平時對絲絲格格很嚴格，今天突然對絲絲格格很好。課堂中絲絲格格問博士，絲絲以為冬菇得了絕症，趕快跑出教室，在路上絲絲碰到了宮廷信鴿小白，小白說冬菇被炒魷魚了。最後冬菇告訴她們是她的“工作期”已滿了，晚上他們為冬菇開了“歡送會”，冬菇答應她們都不要哭，早晨，蘑菇哥和冬菇乘著船會鄉下了。（蘑菇哥沒有回去，只是送冬菇。）之後，絲絲帶著既悲傷又開心的心情和武狀元、柔柔、華倫一起去了野餐，在夕陽中彷彿看到冬菇在對它們微笑！可回到家時卻遇到了可怕的麻辣嬤嬤！ | 冬菇平時對絲絲格格很嚴格，今天突然對絲絲格格很好。課堂中絲絲格格問博士，絲絲以為冬菇得了絕症，趕快跑出教室，在路上絲絲碰到了宮廷信鴿小白，小白說冬菇被炒魷魚了。最後冬菇告訴她們是她的“工作期”已滿了，晚上他們為冬菇開了“歡送會”，冬菇答應她們都不要哭，早晨，蘑菇哥和冬菇乘著船會鄉下了。（蘑菇哥沒有回去，只是送冬菇。）之後，絲絲帶著既悲傷又開心的心情和武狀元、柔柔、華倫一起去了野餐，在夕陽中彷彿看到冬菇在對它們微笑！可回到家時卻遇到了可怕的麻辣嬤嬤！ | 冬菇平時對絲絲格格很嚴格，今天突然對絲絲格格很好。課堂中絲絲格格問博士，絲絲以為冬菇得了絕症，趕快跑出教室，在路上絲絲碰到了宮廷信鴿小白，小白說冬菇被炒魷魚了。最後冬菇告訴她們是她的“工作期”已滿了，晚上他們為冬菇開了“歡送會”，冬菇答應她們都不要哭，早晨，蘑菇哥和冬菇乘著船會鄉下了。（蘑菇哥沒有回去，只是送冬菇。）之後，絲絲帶著既悲傷又開心的心情和武狀元、柔柔、華倫一起去了野餐，在夕陽中彷彿看到冬菇在對它們微笑！可回到家時卻遇到了可怕的麻辣嬤嬤！ | 冬菇平時對絲絲格格很嚴格，今天突然對絲絲格格很好。課堂中絲絲格格問博士，絲絲以為冬菇得了絕症，趕快跑出教室，在路上絲絲碰到了宮廷信鴿小白，小白說冬菇被炒魷魚了。最後冬菇告訴她們是她的“工作期”已滿了，晚上他們為冬菇開了“歡送會”，冬菇答應她們都不要哭，早晨，蘑菇哥和冬菇乘著船會鄉下了。（蘑菇哥沒有回去，只是送冬菇。）之後，絲絲帶著既悲傷又開心的心情和武狀元、柔柔、華倫一起去了野餐，在夕陽中彷彿看到冬菇在對它們微笑！可回到家時卻遇到了可怕的麻辣嬤嬤！ |
| 34   | 34       | 無                         | 可怕的麻辣嬤嬤     | 冬菇走後，皇太后讓麻辣來照顧絲絲，麻辣嬤嬤看似對絲絲格格十分嚴厲，可卻十分的公正。後來得知，麻辣嬤嬤小時候竟然還照顧過皇帝...... | 冬菇走後，皇太后讓麻辣來照顧絲絲，麻辣嬤嬤看似對絲絲格格十分嚴厲，可卻十分的公正。後來得知，麻辣嬤嬤小時候竟然還照顧過皇帝...... | 冬菇走後，皇太后讓麻辣來照顧絲絲，麻辣嬤嬤看似對絲絲格格十分嚴厲，可卻十分的公正。後來得知，麻辣嬤嬤小時候竟然還照顧過皇帝...... | 冬菇走後，皇太后讓麻辣來照顧絲絲，麻辣嬤嬤看似對絲絲格格十分嚴厲，可卻十分的公正。後來得知，麻辣嬤嬤小時候竟然還照顧過皇帝...... |
| 35   | 35       | 無                         | 貪玩的皇太后       | 皇太后很貪玩，也很孤獨，因為皇帝每天要忙於果實，很少有時間陪陪母親，最後，在絲絲們的努力下，終於完成了3個不可能完成的事！皇太后非常開心! | 皇太后很貪玩，也很孤獨，因為皇帝每天要忙於果實，很少有時間陪陪母親，最後，在絲絲們的努力下，終於完成了3個不可能完成的事！皇太后非常開心! | 皇太后很貪玩，也很孤獨，因為皇帝每天要忙於果實，很少有時間陪陪母親，最後，在絲絲們的努力下，終於完成了3個不可能完成的事！皇太后非常開心! | 皇太后很貪玩，也很孤獨，因為皇帝每天要忙於果實，很少有時間陪陪母親，最後，在絲絲們的努力下，終於完成了3個不可能完成的事！皇太后非常開心! |
| 36   | 36       | 無                         | 超齡學生           | 尚書房來了一位超齡學生，叫陳鐵柱，是皇帝讓她來的，原來他是負責觀測地政的，因為以前在尚書房沒畢業，來到這重新學習，最後，在絲絲的幫助下，他終於畢業了，而絲絲卻給自己引來了麻煩！ | 尚書房來了一位超齡學生，叫陳鐵柱，是皇帝讓她來的，原來他是負責觀測地政的，因為以前在尚書房沒畢業，來到這重新學習，最後，在絲絲的幫助下，他終於畢業了，而絲絲卻給自己引來了麻煩！ | 尚書房來了一位超齡學生，叫陳鐵柱，是皇帝讓她來的，原來他是負責觀測地政的，因為以前在尚書房沒畢業，來到這重新學習，最後，在絲絲的幫助下，他終於畢業了，而絲絲卻給自己引來了麻煩！ | 尚書房來了一位超齡學生，叫陳鐵柱，是皇帝讓她來的，原來他是負責觀測地政的，因為以前在尚書房沒畢業，來到這重新學習，最後，在絲絲的幫助下，他終於畢業了，而絲絲卻給自己引來了麻煩！ |
| 37   | 37       | 無                         | 難以度過的失眠夜   | 皇帝失眠了，出現了幻覺等症狀，讓皇宮上下所有人都很擔心。最後，與絲絲一起在大自然中睡著了。但絲絲卻失眠了，天天讓人陪著她數星星，讓所有人都苦不堪言。 | 皇帝失眠了，出現了幻覺等症狀，讓皇宮上下所有人都很擔心。最後，與絲絲一起在大自然中睡著了。但絲絲卻失眠了，天天讓人陪著她數星星，讓所有人都苦不堪言。 | 皇帝失眠了，出現了幻覺等症狀，讓皇宮上下所有人都很擔心。最後，與絲絲一起在大自然中睡著了。但絲絲卻失眠了，天天讓人陪著她數星星，讓所有人都苦不堪言。 | 皇帝失眠了，出現了幻覺等症狀，讓皇宮上下所有人都很擔心。最後，與絲絲一起在大自然中睡著了。但絲絲卻失眠了，天天讓人陪著她數星星，讓所有人都苦不堪言。 |
| 38   | 38       | 無                         | 甜心寶貝           | 某國的特事夫婦帶著孩子來中國拜訪，不過孩子卻走丟了，和絲絲她們發生里許多有趣的事，最後，她們終於一家團聚了。 | 某國的特事夫婦帶著孩子來中國拜訪，不過孩子卻走丟了，和絲絲她們發生里許多有趣的事，最後，她們終於一家團聚了。 | 某國的特事夫婦帶著孩子來中國拜訪，不過孩子卻走丟了，和絲絲她們發生里許多有趣的事，最後，她們終於一家團聚了。 | 某國的特事夫婦帶著孩子來中國拜訪，不過孩子卻走丟了，和絲絲她們發生里許多有趣的事，最後，她們終於一家團聚了。 |
| 39   | 39       | 無                         | 我的最佳寵物(上)   | 皇帝送給絲絲一隻叫黛麗的埃及貓，從而讓她對小咪產生了討厭，小咪很難過，想離開皇宮，最後卻掉下了深坑..... | 皇帝送給絲絲一隻叫黛麗的埃及貓，從而讓她對小咪產生了討厭，小咪很難過，想離開皇宮，最後卻掉下了深坑..... | 皇帝送給絲絲一隻叫黛麗的埃及貓，從而讓她對小咪產生了討厭，小咪很難過，想離開皇宮，最後卻掉下了深坑..... | 皇帝送給絲絲一隻叫黛麗的埃及貓，從而讓她對小咪產生了討厭，小咪很難過，想離開皇宮，最後卻掉下了深坑..... |
| 40   | 40       | 無                         | 我的最佳寵物(下)   | 小咪發現黛麗也同樣掉下了深坑，最後在大雪裡，她們被救出來了，而黛麗也返回了埃及！ | 小咪發現黛麗也同樣掉下了深坑，最後在大雪裡，她們被救出來了，而黛麗也返回了埃及！ | 小咪發現黛麗也同樣掉下了深坑，最後在大雪裡，她們被救出來了，而黛麗也返回了埃及！ | 小咪發現黛麗也同樣掉下了深坑，最後在大雪裡，她們被救出來了，而黛麗也返回了埃及！ |
| 41   | 41       | 無                         | 我的志願           | 尚書房讓學生們寫一篇作文，寫各自的志願，絲絲因為不明白志願是什麼東西，而寫不出來，最後，他終於明白了志願是什麼東西，而他卻說要做一個泰山.. .... | 尚書房讓學生們寫一篇作文，寫各自的志願，絲絲因為不明白志願是什麼東西，而寫不出來，最後，他終於明白了志願是什麼東西，而他卻說要做一個泰山.. .... | 尚書房讓學生們寫一篇作文，寫各自的志願，絲絲因為不明白志願是什麼東西，而寫不出來，最後，他終於明白了志願是什麼東西，而他卻說要做一個泰山.. .... | 尚書房讓學生們寫一篇作文，寫各自的志願，絲絲因為不明白志願是什麼東西，而寫不出來，最後，他終於明白了志願是什麼東西，而他卻說要做一個泰山.. .... |
| 42   | 42       | 無                         | 鐵帽子國舅爺       | 在邊疆的年紀小的鐵帽子國舅來京城，皇帝很怕他，對人很冷淡，最後在絲絲她們的感染下，變的開朗起來。 | 在邊疆的年紀小的鐵帽子國舅來京城，皇帝很怕他，對人很冷淡，最後在絲絲她們的感染下，變的開朗起來。 | 在邊疆的年紀小的鐵帽子國舅來京城，皇帝很怕他，對人很冷淡，最後在絲絲她們的感染下，變的開朗起來。 | 在邊疆的年紀小的鐵帽子國舅來京城，皇帝很怕他，對人很冷淡，最後在絲絲她們的感染下，變的開朗起來。 |
| 43   | 43       | 無                         | 有教無類           | 蘇太傅發現有些學生不聽話，於是拿來了先皇賜予她的神棍，絲絲以為是要打他們，原來是要給她們講道理，而那先不乖的學生也變乖了！ | 蘇太傅發現有些學生不聽話，於是拿來了先皇賜予她的神棍，絲絲以為是要打他們，原來是要給她們講道理，而那先不乖的學生也變乖了！ | 蘇太傅發現有些學生不聽話，於是拿來了先皇賜予她的神棍，絲絲以為是要打他們，原來是要給她們講道理，而那先不乖的學生也變乖了！ | 蘇太傅發現有些學生不聽話，於是拿來了先皇賜予她的神棍，絲絲以為是要打他們，原來是要給她們講道理，而那先不乖的學生也變乖了！ |
| 44   | 44       | 無                         | 新年到             | 學期結束，蘇太傅與風將軍向全部同學正式宣布年假開始。年三十晚，皇宮裡面人聲鼎沸、火樹銀花好不熱鬧。眾文武百官、莘莘學子皆歡聲笑語、載歌載舞。以麻辣嬤嬤為首等人把皇宮裝飾的燈火輝煌、桃紅柳綠，一片欣欣向榮的景象。 | 學期結束，蘇太傅與風將軍向全部同學正式宣布年假開始。年三十晚，皇宮裡面人聲鼎沸、火樹銀花好不熱鬧。眾文武百官、莘莘學子皆歡聲笑語、載歌載舞。以麻辣嬤嬤為首等人把皇宮裝飾的燈火輝煌、桃紅柳綠，一片欣欣向榮的景象。 | 學期結束，蘇太傅與風將軍向全部同學正式宣布年假開始。年三十晚，皇宮裡面人聲鼎沸、火樹銀花好不熱鬧。眾文武百官、莘莘學子皆歡聲笑語、載歌載舞。以麻辣嬤嬤為首等人把皇宮裝飾的燈火輝煌、桃紅柳綠，一片欣欣向榮的景象。 | 學期結束，蘇太傅與風將軍向全部同學正式宣布年假開始。年三十晚，皇宮裡面人聲鼎沸、火樹銀花好不熱鬧。眾文武百官、莘莘學子皆歡聲笑語、載歌載舞。以麻辣嬤嬤為首等人把皇宮裝飾的燈火輝煌、桃紅柳綠，一片欣欣向榮的景象。 |
| 45   | 45       | 無                         | 勇闖笑林寺(上)     | 絲絲一行人來到笑林寺，這裡的和尚都是笑的，讓她們很奇怪，武狀元以為這裡有秘籍，絲絲想搞明白她們為什麼笑.......這時方丈出現了。 | 絲絲一行人來到笑林寺，這裡的和尚都是笑的，讓她們很奇怪，武狀元以為這裡有秘籍，絲絲想搞明白她們為什麼笑.......這時方丈出現了。 | 絲絲一行人來到笑林寺，這裡的和尚都是笑的，讓她們很奇怪，武狀元以為這裡有秘籍，絲絲想搞明白她們為什麼笑.......這時方丈出現了。 | 絲絲一行人來到笑林寺，這裡的和尚都是笑的，讓她們很奇怪，武狀元以為這裡有秘籍，絲絲想搞明白她們為什麼笑.......這時方丈出現了。 |
| 46   | 46       | 無                         | 勇闖笑林寺(下)     | 她們在方丈帶領下發生了許多的好玩事情，而最後他們也回去了。 | 她們在方丈帶領下發生了許多的好玩事情，而最後他們也回去了。 | 她們在方丈帶領下發生了許多的好玩事情，而最後他們也回去了。 | 她們在方丈帶領下發生了許多的好玩事情，而最後他們也回去了。 |
| 47   | 47       | 無                         | 大航海時代(上)     | 皇帝想培育海軍，就送絲絲一行人到海軍訓練營，誰想到第一次出海就遇上惡劣天氣，船被刮走…… | 皇帝想培育海軍，就送絲絲一行人到海軍訓練營，誰想到第一次出海就遇上惡劣天氣，船被刮走…… | 皇帝想培育海軍，就送絲絲一行人到海軍訓練營，誰想到第一次出海就遇上惡劣天氣，船被刮走…… | 皇帝想培育海軍，就送絲絲一行人到海軍訓練營，誰想到第一次出海就遇上惡劣天氣，船被刮走…… |
| 48   | 48       | 無                         | 大航海時代(下)     | 她們遇到了海盜，最後，在絲絲等人的幫助下，海盜們改邪歸正，而朝廷的船也來了。 | 她們遇到了海盜，最後，在絲絲等人的幫助下，海盜們改邪歸正，而朝廷的船也來了。 | 她們遇到了海盜，最後，在絲絲等人的幫助下，海盜們改邪歸正，而朝廷的船也來了。 | 她們遇到了海盜，最後，在絲絲等人的幫助下，海盜們改邪歸正，而朝廷的船也來了。 |
| 49   | 49       | 無                         | 誠實的孩子         | 看了這集你就會知道誠實是多麼重要， 柔柔想幫助其他人織圍巾，沒想到卻偷偷被華倫不故意的弄壞了。最後，華倫向柔柔道歉了。 | 看了這集你就會知道誠實是多麼重要， 柔柔想幫助其他人織圍巾，沒想到卻偷偷被華倫不故意的弄壞了。最後，華倫向柔柔道歉了。 | 看了這集你就會知道誠實是多麼重要， 柔柔想幫助其他人織圍巾，沒想到卻偷偷被華倫不故意的弄壞了。最後，華倫向柔柔道歉了。 | 看了這集你就會知道誠實是多麼重要， 柔柔想幫助其他人織圍巾，沒想到卻偷偷被華倫不故意的弄壞了。最後，華倫向柔柔道歉了。 |
| 50   | 50       | 無                         | 改不掉的壞習慣     | 絲絲她們決定要互相改正壞習慣，沒想到她們卻互換了壞習慣。 | 絲絲她們決定要互相改正壞習慣，沒想到她們卻互換了壞習慣。 | 絲絲她們決定要互相改正壞習慣，沒想到她們卻互換了壞習慣。 | 絲絲她們決定要互相改正壞習慣，沒想到她們卻互換了壞習慣。 |
| 51   | 51       | 無                         | 絲絲不見了         | 絲絲本來想和柔柔她們一起玩，可她們各有個的事情做，於是絲絲去找皇阿瑪，皇帝也有公文要處理，王坤讓絲躲起來，讓皇帝去"找"，絲絲撿到了王坤的遙控器，很容易就躲起來了，最後，柔柔她們很擔心絲絲，終於找到了。 | 絲絲本來想和柔柔她們一起玩，可她們各有個的事情做，於是絲絲去找皇阿瑪，皇帝也有公文要處理，王坤讓絲躲起來，讓皇帝去"找"，絲絲撿到了王坤的遙控器，很容易就躲起來了，最後，柔柔她們很擔心絲絲，終於找到了。 | 絲絲本來想和柔柔她們一起玩，可她們各有個的事情做，於是絲絲去找皇阿瑪，皇帝也有公文要處理，王坤讓絲躲起來，讓皇帝去"找"，絲絲撿到了王坤的遙控器，很容易就躲起來了，最後，柔柔她們很擔心絲絲，終於找到了。 | 絲絲本來想和柔柔她們一起玩，可她們各有個的事情做，於是絲絲去找皇阿瑪，皇帝也有公文要處理，王坤讓絲躲起來，讓皇帝去"找"，絲絲撿到了王坤的遙控器，很容易就躲起來了，最後，柔柔她們很擔心絲絲，終於找到了。 |
| 52   | 52       | Q有什麼是舌頭舔不到的A手肘 | 我們畢業了         | 絲絲她們終於從尚書房畢業了，她們準備了一個“趴地”（派對）來感謝老師，這個趴地叫謝師宴，在謝師宴上，所有學生都準備了各自擅長的節目來表演。當她們以為可以放假的時候，沒想到，還要上“上尚書房”。 | 絲絲她們終於從尚書房畢業了，她們準備了一個“趴地”（派對）來感謝老師，這個趴地叫謝師宴，在謝師宴上，所有學生都準備了各自擅長的節目來表演。當她們以為可以放假的時候，沒想到，還要上“上尚書房”。 | 絲絲她們終於從尚書房畢業了，她們準備了一個“趴地”（派對）來感謝老師，這個趴地叫謝師宴，在謝師宴上，所有學生都準備了各自擅長的節目來表演。當她們以為可以放假的時候，沒想到，還要上“上尚書房”。 | 絲絲她們終於從尚書房畢業了，她們準備了一個“趴地”（派對）來感謝老師，這個趴地叫謝師宴，在謝師宴上，所有學生都準備了各自擅長的節目來表演。當她們以為可以放假的時候，沒想到，還要上“上尚書房”。 |

#### 第二季 新的學期開始了
| 集數 | 系列集數 | 甜心IQ題                                                                                                  | 名稱                 | 內容 | | | |
| 53   | 1        | Ｑ：有什麼事情是明明你沒做卻要被處罰呢？ Ａ：答案就是做功課囉！                                           | 絲絲愛上圍棋了       | | | | |
| 54   | 2        | Ｑ ：吃飯時最掃興的是什麼事情呢？ Ａ：答案就是廚師忘記煮飯了！                                            | 柔柔要電髮           | | | | |
| 55   | 3        | Ｑ：買一雙球鞋要兩百十四塊五，那麼買一隻要多少錢？ Ａ：一隻不賣的！                                       | 華倫的寶貝被子       | | | | |
| 56   | 4        | Ｑ：華倫帶了一百塊去買書，他選了本七十五元的書，但店員找回五塊？ Ａ：其實他只給店員八十塊。               | 武狀元長鬍子         | | | | |
| 57   | 5        | Ｑ：有一條河寫做「不准過河」還有保安，為甚麼有人過河，保安卻不動於衷？ Ａ：這條河的名字就叫「不准過河」。 | 王坤掉大牙           | | | | |
| 58   | 6        | Ｑ：有一家醫院，為什麼是不會幫別人看病的呢？ Ａ：因為那是家動物醫院，所以不能幫人治病囉！                 | 神經刀與神經狗       | | | | |
| 59   | 7        | | 黑夜小店(上)         | | | | |
| 60   | 8        | | 黑夜小店(下)         | | | | |
| 61   | 9        | | 兩個等於是一個(上)   | | | | |
| 62   | 10       | | 兩個等於是一個(下)   | | | | |
| 63   | 11       | | 身份大交換(上)       | | | | |
| 64   | 12       | | 身份大交換(下)       | | | | |
| 65   | 13       | | 絲絲的花花世界       | | | | |
| 66   | 14       | | 幸福的小孩           | | | | |
| 67   | 15       | | 小圭的夢想           | | | | |
| 68   | 16       | | 小咪不是懶惰貓       | | | | |
| 69   | 17       | | 一個人有一個秘密     | | | | |
| 70   | 18       | | 怎樣才算乖           | | | | |
| 71   | 19       | | 廚神大賽             | | | | |
| 72   | 20       | | 靈芝的突襲           | | | | |
| 73   | 21       | | 助人為快樂之本       | | | | |
| 74   | 22       | | 媽媽真的很愛你       | 武狀元因為太想念家鄉了，身為好朋友的絲絲知道了幫武狀元向皇帝請假，沒想到武狀元的母親到京城來訪，就這樣，二人來回一直看不見對方，但是母子之間的感情是變不了的……… | 武狀元因為太想念家鄉了，身為好朋友的絲絲知道了幫武狀元向皇帝請假，沒想到武狀元的母親到京城來訪，就這樣，二人來回一直看不見對方，但是母子之間的感情是變不了的……… | 武狀元因為太想念家鄉了，身為好朋友的絲絲知道了幫武狀元向皇帝請假，沒想到武狀元的母親到京城來訪，就這樣，二人來回一直看不見對方，但是母子之間的感情是變不了的……… | 武狀元因為太想念家鄉了，身為好朋友的絲絲知道了幫武狀元向皇帝請假，沒想到武狀元的母親到京城來訪，就這樣，二人來回一直看不見對方，但是母子之間的感情是變不了的……… |
| 75   | 23       | | 我與王坤一起住的日子 | 絲絲因為好奇而不小心讓武狀元把自己的房子給拆了！而皇帝讓絲絲住在王坤的房子裡，絲絲讓王坤的房子用得雞飛狗跳，而靈芝一心想得知蘑菇有什麼嗜好………                   | 絲絲因為好奇而不小心讓武狀元把自己的房子給拆了！而皇帝讓絲絲住在王坤的房子裡，絲絲讓王坤的房子用得雞飛狗跳，而靈芝一心想得知蘑菇有什麼嗜好………                   | 絲絲因為好奇而不小心讓武狀元把自己的房子給拆了！而皇帝讓絲絲住在王坤的房子裡，絲絲讓王坤的房子用得雞飛狗跳，而靈芝一心想得知蘑菇有什麼嗜好………                   | 絲絲因為好奇而不小心讓武狀元把自己的房子給拆了！而皇帝讓絲絲住在王坤的房子裡，絲絲讓王坤的房子用得雞飛狗跳，而靈芝一心想得知蘑菇有什麼嗜好………                   |
| 76   | 24       | | 武狀元生病了         | | | | |
| 77   | 25       | | 第一侍女             | | | | |
| 78   | 26       | | 絲絲打籃球           | | | | |
| 79   | 27       | | 長大長不大           | | | | |
| 80   | 28       | | 不游泳的靈芝         | | | | |
| 81   | 29       | | 耆樂一天遊           | | | | |
| 82   | 30       | | 真的假不了           | | | | |
| 83   | 31       | | 失落的一角           | | | | |
| 84   | 32       | | 無味蘿蔔糕           | | | | |
| 85   | 33       | | 親子大比拼           | | | | |
| 86   | 34       | | 不回家的女孩         | | | | |
| 87   | 35       | | 我要做好這份工作     | | | | |
| 88   | 36       | | 絲絲失憶了           | | | | |
| 89   | 37       | | 天生我肥必有用       | | | | |
| 90   | 38       | | 誰能代替你地位       | | | | |
| 91   | 39       | | 蠱惑馬戲團(上)       | | | | |
| 92   | 40       | | 蠱惑馬戲團(下)       | | | | |
| 93   | 41       | | 貓之小巷             | | | | |
| 94   | 42       | | 每個人的第一次       | | | | |
| 95   | 43       | | 停不了的哭聲         | | | | |
| 96   | 44       | | 我要做班長           | | | | |
| 97   | 45       | | 皇帝的沙堡           | | | | |
| 98   | 46       | | 我要做俠女           | | | | |
| 99   | 47       | | 採菇大會             | | | | |
| 100  | 48       | | 我為你走音           | | | | |
| 101  | 49       | | 絲絲要做環保先鋒     | | | | |
| 102  | 50       | Ｑ：有一個人一年只上一天班 但又不怕被人解雇 請問他是誰呢? Ａ：答案不就是聖誕老人囉!                       | 寫生趣事多           | | | | |
| 103  | 51       | | 王大人同學           | | | | |
| 104  | 52       | Ｑ：一個黑人和一個白人剛生下來的嬰兒的牙齒會是什麼顏色？ Ａ：剛生下來的嬰兒還沒長牙齒！                   | 絲絲出國留學了       | | | | |

### 播映電視台
| MOMO親子台 星期一至五 19:30－20:00 節目                              | MOMO親子台 星期一至五 19:30－20:00 節目        | MOMO親子台 星期一至五 19:30－20:00 節目 |
| -------------------------------------------------------------------- | ---------------------------------------------- | --------------------------------------- |
|                                                                      | 甜心格格 第1季 （2012年7月25日－10月3日）      |                                         |
| 美少女戰士 重播                                                      | 雙胞胎姐妹花                                   |                                         |
| MOMO親子台 星期一至五 19:30－20:00 節目 6月29日至7月2日 20:00－20:30 |                                                |                                         |
| 真珠美人魚 重播                                                      | 甜心格格 重播第1、2季 （2015年2月9日－7月2日） | 櫻桃小丸子                              |

| ViuTV 星期一至日 16:30－17:00 節目                                             | ViuTV 星期一至日 16:30－17:00 節目                        | ViuTV 星期一至日 16:30－17:00 節目 |
| ------------------------------------------------------------------------------ | --------------------------------------------------------- | ---------------------------------- |
|                                                                                | 甜心格格 第1、2季 （2016年5月22日－9月2日）               |                                    |
| 寶狄與好友之超原能星戰                                                         | 友夫日記 （星期一至五）物妹 （星期六）搖滾少女 （星期日） |                                    |
| 星期一至五 16:00－16:30 節目 10月27日因節目調動而停播，原定集數於翌日11:00補播 |                                                           |                                    |
| 神魄                                                                           | 甜心格格 第3、4季 （2017年8月17日－10月28日）             | 凱特與米米兔 第1季                 |

2020年5月3日逢星期日下午5:30-6:00 viutv 甜心格格5
| 澳視澳門台 星期六 16:50－17:25 節目 | 澳視澳門台 星期六 16:50－17:25 節目 | 澳視澳門台 星期六 16:50－17:25 節目 |
| ----------------------------------- | ----------------------------------- | ----------------------------------- |
|                                     | 甜心格格 （2016年6月4日－）         |                                     |
| 正義紅師                            | —                                   |                                     |

## 外部連結
- 甜心格格官方網址 （页面存档备份，存于）
- 甜心格格木棉花youtube播放清單 （页面存档备份，存于）